# Ognolles
 Ognolles  es una población y comuna francesa, en la región de Picardía, departamento de Oise, en el distrito de Compiègne y cantón de Guiscard.

## Demografía
| 250 | 239 | 206 | 202 | 205 | 223 |
| Para los censos de 1962 a 1999 la población legal corresponde a la población sin duplicidades (Fuente: INSEE [Consultar]) |     |     |     |     |     |